# Префектура Фукусіма
Префекту́ра Фукусі́ма (яп. 福島県, ふくしまけん, МФА: [ɸu̥ku̥ɕima keɴ]?) — префектура в Японії, в регіоні Тохоку
.  Розташована в північно-східній частині острова Хоншю, на узбережжі Тихого океану. Адміністративний центр префектури — Фукусіма. Межує з префектурами Міяґі, Ямаґата, Ібаракі, Тотіґі, Ґумма та Ніїґата. Заснована 1871 року на основі південної частини провінції Муцу, батьківщини стародавніх племен еміші. Площа становить 13 782,76 км². Станом на 1 липня 2011 року в префектурі мешкало 1 997 400 осіб. Густота населення складала 145 осіб/км². Основою економіки є сільське господарство і рибальство. 

## Короткі відомості

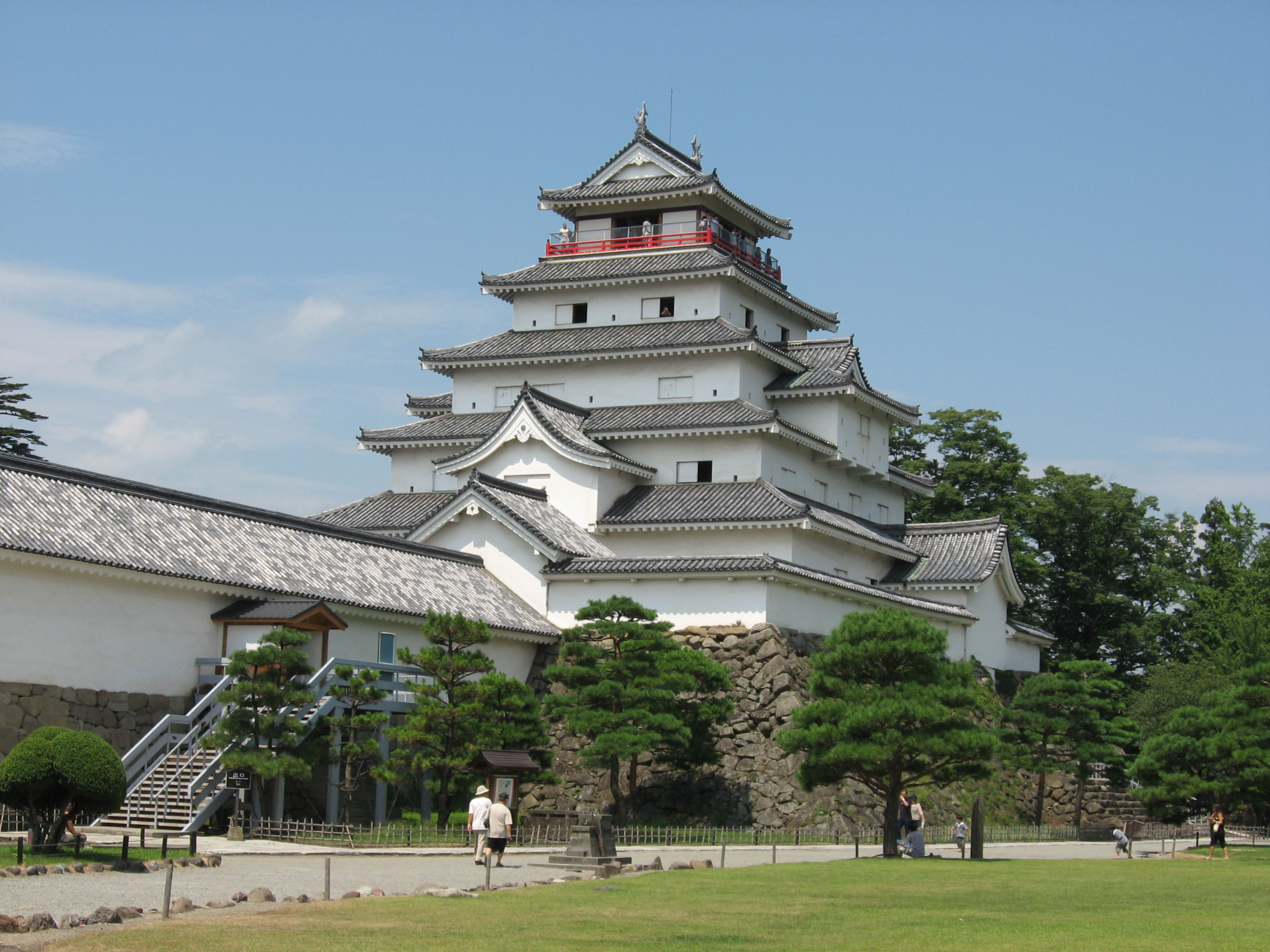
Замок Вакамацу — символ регіону Айдзу.

Префектура Фукусіма розташована на півдні регіону Тохоку. На півночі вона межує з префектурами Ямаґата та Міяґі, на заході — з префектурою Ніїґата, на півдні — з префектурами Ібаракі, Тотіґі та Ґумма. Схід Фукусіми омивають води Тихого океану. Протяжність префектури з півночі на південь становить близько 133 км, а з заходу на схід — 165 км. За показниками площі, яка становить 13 782,75 км², вона займає третє місце після префектур Хоккайдо та Івате.
Центром префектури Фукусіма простягаються гори Оу. Паралельно ним, вздовж тихоокеанського узбережжя тягнуться висоти Абукума. Географічно префектура поділяється на три регіони — Береговий, Центральний та Айдзу. Вони різняться не лише природою та рельєфом, а й звичаями мешканців.
В давнину землі Фукусіми населяли автохтонні племена еміші. Після завоювання ямтосцями у 8 столітті, на місці їхньої батьківщини була утворена японська провінція Муцу. Протягом середньовіччя ця провінція вважалася окраїною Японії, позбавленою належної транспортної інфраструктури. Ситуація змінилася у 18 столітті, після будівництва Муцівського шляху. Регіон розвинувся завдяки зусиллям самурайських родів, підлеглих сьоґунату Токуґава. У 20 столітті, у зв'язку з появою залізниці та швидкісного сінкансену, відстань до столиці Токіо долається за 2 години.
Населення префектури Фукусіма коливається в межах 2,5 млн осіб. Між 1920 — 1955 роками спостерігався різкий демографічний злет, який змінився на поступовий у післявоєнну добу. Для населення префектури характерна висока частка осіб, старших 65 років. Станом на 2004 рік вони становили близько 22,7 % від загальної кількості мешканців. За рівнем ВВП на душу населення Фукусіма займає 21 місце.

## Історія
1720 року в Мінаміямі, що контролювалася шьоґунатом Токуґава відбувся селянський виступ, так звана «смута в Айдзу».
11 березня 2011 року, о 14:48, постраждала від Великого тохокуського землетрусу та аварії на Першій Фукусімській АЕС.
4 серпня 2019 року в префектурі знову стався землетрус магнітудою 6,4 бала. Його епіцентр знаходився на глибині 45 км, поштовхи відчувались в Токіо за 250 км від епіцентру.